# Stefan der Serbe
Stefan der Serbe (serbisch Стефан Србин Stefan Srbin; * um 1360; † um 1430) war ein serbisch-orthodoxer Mönch. Als Schriftgelehrter komponierte er byzantinische Kirchenlieder in kirchenslawisch-altserbischer und griechischer Sprache. 
Da bis zum Ende des 14. Jahrhunderts kein einziges serbisches Musikstück erhalten geblieben ist, zählen seine Werke zu den ältesten der serbischen Musikgeschichte. Zu seiner Person gibt es nur unzureichende Informationen. Andrija Jakovljević vertrat die Ansicht, dass er von 1360 bis 1430 in der Mönchsrepublik Athos, eventuell im Kloster Hilandar, lebte. Andere Historiker gehen davon aus, dass er in der Mitte des 15. Jahrhunderts in Smederevo lebte und mit dem in vorgefundenen Handschriften jener Zeit erwähnten Stefan Domestik, einem Sohn des serbischen Despoten Đurađ, identisch ist. 
Zu seinen bedeutendsten Werken zählt das Lied Ninja sili nebesnije s nami nevidimo služet (serbisch-kyrillisch Ниња сили небесније с нами невидимо служет). Die einzige Handschrift dieses Liedes aus dem 15. Jahrhundert verbrannte während des Luftangriffs auf Belgrad durch die deutsche Luftwaffe im Jahr 1941.
Der Sänger Pavle Aksentijević stellt in verschiedenen Alben mehrere Werke Stefans vor.
Stefan der Serbe wurde 1980 im Grove Dictionary of Music and Musicians, vol. 18, London 1980, Seite 93 als historischer Musiker festgehalten.